# Csobádi József
Csobádi József (Rozsnyó, 1950. augusztus 5. –) történész, a Rozsnyói Bányászati Múzeum volt igazgatója.

## Élete
Szerkesztette a rozsnyói Múzejné noviny-t.

## Művei
- 1979 Deti na fotografiách. Zora Gemera 28/ 40, 2.
- 1981 Výstavy Baníckeho múzea v Rožňave v roku 1980. Múzeum 26/ 1, 129-132.
- 1981 Hodnotná výstava. Zora Gemera 30/ 20, 2.
- 1984 Vznik, charakter a obsah múzejnych zariadení nižšieho typu v okrese Rožňava. Zborník Baníckeho Múzea v Rožňave I.
- 1985 Rozvoj múzejníctva v okrese Roznava. Zborník Baníckeho Múzea v Rožňave II, 5-23.
- 1989 Méltón a vidék hagyományaihoz (Bányászati múzeum – Rozsnyó). Új Szó 1989/40, 5.
- 2002 100 éves a Rozsnyói Bányászati Múzeum. In: Pintér, J. (szerk.): Történeti Muzeológiai Szemle - A Magyar Múzeumi Történész Társulat Évkönyve 2, 129-135.
- 2011 Banícke múzeum v Rožňave - zborník k 110. výročiu založenia. Rožňava.

## Elismerései
- 2002 Rozsnyó Polgármester díj[1]
- 2010 Móra Ferenc-díj[2]
- 2011 Rozsnyó Polgármester díj - a város történetének ápolásáért és népszerűsítéséért[3]